# 宋川
宋川（1910年—），河南安阳人，中华人民共和国政治人物。
担任河南省总工会第一副主席、中国林业工会主席。1954年，当选第一届全国人民代表大会代表。